# Länshäktet, Göteborg
Länshäktet var ett fängelse som låg vid dåvarande Hötorgets östra sida, i centrala Göteborg med tomtbeteckningen "6 qv. nr 25". Byggnaden var uppförd på den raserade bastionen Johannes Rex.
Den 17 maj 1814 godkände Kungl. Maj:t den ritning över fängelset som var utförd av fångvårdsstyrelsens arkitekt Axel Almfelt samt överintendenten Abraham Niclas Edelcrantz. Själva arbetet fick arkitekten Jonas Hagberg i uppdrag att utföra.
Fängelset stod klart den 27 augusti 1816, och var 38 alnar långt, 20 alnar brett samt 14 alnar 6 tum högt i två våningar. Där fanns en fängelsegård som omgavs av en 8 tum tjock och 4 alnar hög gråstensmur, som dock visade sig vara för låg, varför en ny och högre mur byggdes av byggmästare Ludvig Dymling.
Sedan man 1854 hade börjat bygga det nya Länscellfängelset vid S:t Eriks torg, beslutade man att sälja det gamla länshäktet och den 29 september 1855 inropades det på auktion för 1 850 Riksdaler banco, av järnvägschefen överste Nils Ericsson för att användas av Statens Järnvägar (SJ).